# ウィルマー・バルデラマ
ウィルマー・バルデラマ（Wilmer Antonio Valderrama, 1980年1月20日 - ）は、アメリカ合衆国の俳優・声優。代表作は『ザット'70sショー』（フェズ）。声優としての代表作は『おたすけマニー』（マニー）。

## 略歴
フロリダ州マイアミ出身。コロンビアとベネズエラの血を引く。両親は農業用具レンタル会社を運営していた。3歳のころにベネズエラに移住、またコロンビアにも住んでいた。14歳でアメリカに戻る。

## キャリア
バルデラマはシェイクスピアの夏の世の夢を始めとした数多くの演劇でキャリアをスタートさせた。プロデビューはPacific bellのスペイン語版広告であった。彼が出ていたドラマの先生役の人の勧めで、代理人を獲得、そしてCBSのミニシリーズ、またディズニーチャンネルの『omba mokomba』に出演した。また、映画デビューは2001年の『サマーリーグ』である。
バルデラマは1998年から2006年にかけて放送された『ザット'70sショー』でフェズ役を演じた。パイロット版が撮られたとき、彼はまだ高校生だった。2003年には『パーティ★モンスター』にも出演した。
2006年から2007年にかけて『Yo Momma』を制作、監修していた。

### プライベート
これまでマンディ・ムーアやリンジー・ローハン、デミ・ロヴァートと交際していた。
2021年2月15日に婚約者アマンダ・パチェコとの間に娘が誕生した。2人が互いへの愛を最初に告白した日本への旅行がきっかけとなり、中野竹子にちなんで、娘の名前をナカノ・オセアナ・パルデラマ(Nakano Oceana Valderrama)と命名した。

## 出演作品

### 長編映画
- サマーリーグ Summer Catch (2001)
- パーティ★モンスター Party Monster (2003)
- クリフォード ザ・ムービー Clifford's Really Big Movie (2004) ※声の出演
- ビューティー・ショップ Beauty Shop (2005)
- ダーウィン・アワード The Darwin Awards (2006)
- キャプテン・ズーム Zoom (2006)
- ファーストフード・ネイション Fast Food Nation (2006)
- エアポート・アドベンチャー クリスマス大作戦 Unaccompanied Minors (2006)
- El Muerto (2007)
- The Condor (2007) ※声の出演
- Save the Date (2007)
- ファイナル・ミッション Columbus Day (2008)
- Days of Wrath (2008)
- CHiPs (2009)
- 幸せの教室 Larry Crowne (2011)
- トラブルメーカー The Girl Is in Trouble (2015)
- サスペクツ・ダイアリー すり替えられた記憶 The Adderall Diaries (2015)
- 2分の1の魔法 Onward (2020) ※声の出演
- ミラベルと魔法だらけの家 Encanto (2021) ※声の出演

### 短編映画
- La Torcedura (2004)
- Longtime Listener (2006)
- What a Girl Wants (2005)

### テレビドラマ
- Four Corners (1998)
- ザット'70sショー That '70s Show (1998-2006) - フェズ
- マッドTV! MAD TV (2002)
- A Day in a life of Allan Lund (In Production for 2009)
- What A Girl Wants
- 救命医ハンク セレブ診療ファイル Royal Pains (2011-2012)
- ウェイバリー通りのウィザードたち

シーズン3 第26話　アーネストおじさん役
- アウェイク 〜引き裂かれた現実 Awake (2012) - エフレム・ヴェガ刑事
- シングルパパの育児奮闘記 Raising Hope (2012-2013)
- フロム・ダスク・ティル・ドーン ザ・シリーズ From Dusk till Dawn: The Series (2014-2016) - カルロス・マドリガル
- マイノリティ・リポート Minority Report (2015) - ウィル・ブレイク
- グレイズ・アナトミー 恋の解剖学 Grey's Anatomy (2016)
- The Ranch ザ・ランチ The Ranch (2016-2017)
- NCIS 〜ネイビー犯罪捜査班 NCIS (2016-) - ニコラス・“ニック”・トーレス
- NCIS: ニューオーリンズ NCIS: New Orleans (2017) - ニコラス・“ニック”・トーレス

### テレビアニメ
- おたすけマニー Handy Manny (2006–2012) - マニー ※声の出演

### テレビ番組
- Yo Momma (2006–2007) 司会

## ミュージック・ビデオ
マルーマ/Maluma (singer) 「Felices los 4」、「Felices los 4 Salsa Version」 (2017)、「 sexy and i know it」（2012）

## 参照
1. ↑  Wilmer Valderrama Biography (1980-)
2. ↑  http://in.news.yahoo.com/070101/139/6aqg6.html
3. ↑  Lindsay Lohan, Wilmer Valderrama Split
4. ↑  デミ・ロヴァート、ウィルマー・バルデラマが破局！ ＳＮＳで６年の交際に終了宣言
5. ↑  Wilmer Valderrama Reveals Newborn Daughter's 'Strong' Name and the Sentimental Meaning Behind ItPeople, March 15, 2021